# Hemidactylus granti
Hemidactylus granti es una especie de gecos de la familia Gekkonidae.

## Distribución geográfica yhábitat
Es endémica de Socotra (Yemen). Su rango altitudinal oscila entre 970 y 1463 m s. n. m..